# ユニオン (潜水艦)
ユニオン (HMS Union) は、イギリス海軍の潜水艦。U級の第2グループ。

## 艦歴
バロー＝イン＝ファーネスのヴィッカース・アームストロング社で建造。1939年12月9日起工。1940年10月1日進水。1941年2月22日就役。
1941年3月21日、「ユニオン」はブレストへ向かっていると報告されたドイツ戦艦「グナイゼナウ」と「シャルンホルスト」迎撃のため他の潜水艦と共にブレスト沖へと派遣された。しかし、U級潜水艦は低速なため配置に着く前にドイツ戦艦2隻は「ユニオン」の担当海域を通過してブレストに到着してしまった。
「ユニオン」は1941年5月3日にマルタに到着した。
6月22日、「ユニオン」はパンテッレリーア島沖で船団を発見し、魚雷3本を発射して「ピエトロ・クェリニ」（1004トン）を撃沈した。
7月14日に「ユニオン」はトリポリの北へ向かっていると報告のあった船団を攻撃するためマルタから出撃し、帰投しなかった。「ユニオン」はチュニジア沖で触雷したものと推定された。
船団の通過予想海域には潜水艦「P33」がおり、7月15日に船団を攻撃した。「ユニオン」も攻撃を行っていたとしたら、その攻撃は失敗している。また、「P33」では「ユニオン」が攻撃を受ける音は聞き取られていない。
7月20日、パンテッレリーア島の南西でトリポリからトラーパニへ向かう船団を護衛していたイタリア水雷艇「チルチェ」は雷跡を発見し、その発射地点へと向かった。そこですぐ近くの水中に潜望鏡を視認し、体当たりを試みたが潜水艦は深く潜行したため失敗。続いて「チルチェ」は爆雷6発を投下した。攻撃後、急速潜行のために排出された空気と思われる大きな気泡が視認され、「チルチェ」は100kg爆雷3発を投下し、船団の護衛のZ50-1水上機も爆弾を投下した。攻撃後、大量の油が水面に浮かんできた。この潜水艦が「ユニオン」であると思われる。